# Min Aung Hlaing
Min Aung Hlaing (en birmano: မင်းအောင်လှိုင်; Tavoy, Unión de Birmania; 3 de julio de 1956) es un militar, político y dictador birmano que ha gobernado Myanmar bajo varios títulos desde 2021. Primero se desempeñó como presidente del Consejo Administrativo del Estado y también como primer ministro de 2021 a 2025, y luego como presidente interino desde 2024 y como presidente de la Comisión de Seguridad del Estado y Paz desde 2025.
Actualmente es el Comandante en Jefe de las Fuerzas Armadas de Birmania desde 2011. Tomó el poder después de derrocar al gobierno electo en el Golpe de Estado de 2021, instaurando una dictadura militar.
 Anteriormente fue jefe de Estado Mayor Conjunto del Ministerio de Defensa de Birmania, y fue ascendido a general de 4 estrellas a principios de 2011 y a General de 5 estrellas en marzo de 2013. El 5 de noviembre de 2020, el Tatmadaw declaró que el rango del Mayor General Min Aung Hlaing es equivalente al de Vicepresidente de Birmania.
El 25 de febrero de 2021, Reino Unido anunció sanciones a Min Aung Hlaing y a otros 5 miembros de la junta militar; al mismo tiempo prohibió temporalmente a las empresas británicas en Birmania tener negocios con empresas bajo control militar. En el verano de 2021, Hlaing declaró que el gobierno militar finalizará en agosto de 2023 pero esto se pospuso debido a la guerra civil birmana que se desarrolla hasta la actualidad. En julio de 2025, su gobierno anunció el fin del estado de emergencia declarado en febrero de 2021 y la reestructuración de sus cuerpos administrativos para prepararse para las elecciones de finales de año.

## Biografía
Min Aung Hlaing nació el 3 de julio de 1956 en Tavoy, Unión de Birmania (ahora Dawei, Birmania). Su padre, Thaung Hlaing, es ingeniero civil y trabajó en el Ministerio de Construcción.
Min Aung Hlaing aprobó su examen de matriculación en 1972 en el colegio BEHS 1 Latha de Rangún. Asistió y estudió derecho en la Universidad de Artes y Ciencias de Rangún de 1972 a 1973 antes de unirse a la Academia de Servicios de Defensa en 1974 en su tercer intento. Según los informes, sus compañeros de clase lo rechazaron debido a su personalidad reservada.
Después de graduarse, Min Aung Hlaing pasó a ocupar puestos de mando en el estado de Mon y, en 2002, fue ascendido a comandante del Comando de la Región del Triángulo en el este de Shan y fue una figura central en las negociaciones con dos grupos rebeldes, el Ejército del Estado de Wa United (UWSA) y el Ejército de la Alianza Democrática Nacional (NDAA).
El 1 de febrero del 2021 asumió el cargo de Líder del Estado de Birmania después de perpetrarse el Golpe de Estado en Birmania de 2021.

## Cargos militares

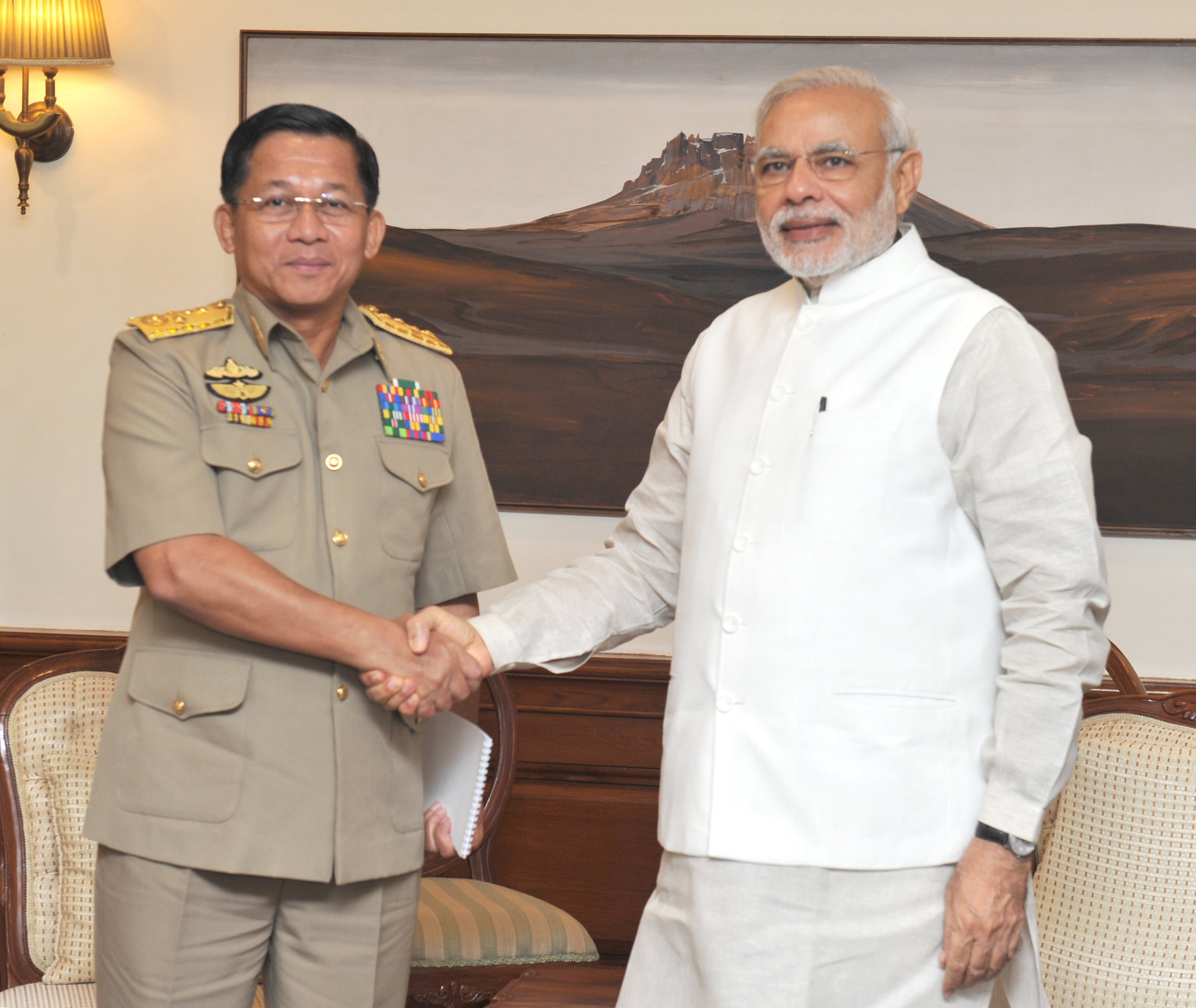
Min Aung Hlaing visita al primer ministro de India Narendra Modi en Nueva Delhi el 29 de julio de 2015.

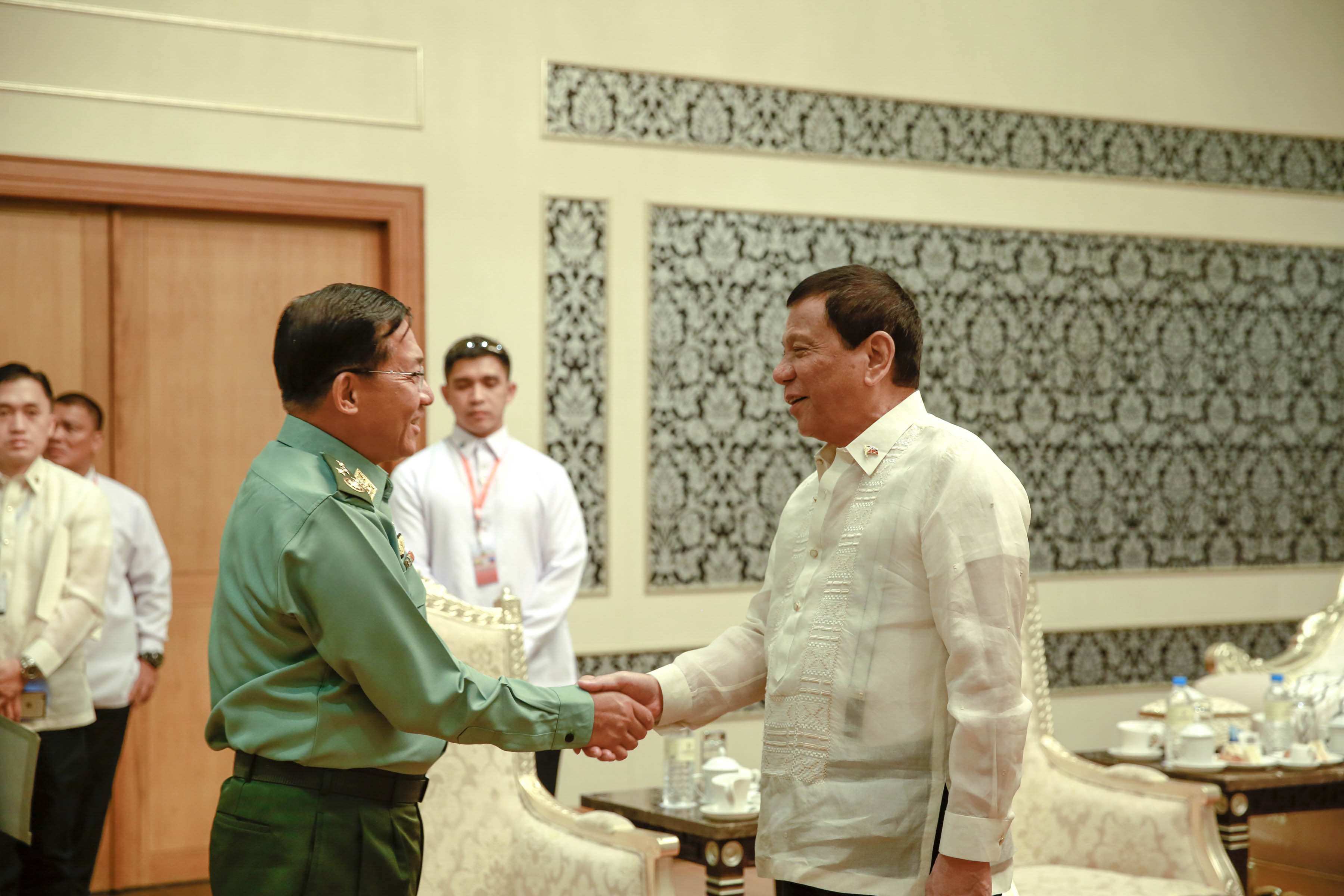
Reunión de Min Aung Hlaing y el presidente de Filipinas Rodrigo Duterte en Naipyidó, Birmania el 20 de marzo de 2017.

Saltó a la fama en 2009 después de liderar una ofensiva contra el ejército insurgente de la Alianza Democrática de las Nacionalidades de Birmania en Kokang.
En junio de 2010, reemplazó al general Shwe Mann como jefe de Estado Mayor Conjunto del Ejército, la Armada y la Fuerza Aérea. El 30 de marzo de 2011, se convirtió en el nuevo Comandante en Jefe de las Fuerzas Armadas de Birmania, reemplazando al jefe de Estado y jefe de la junta saliente, el mayor general Than Shwe.
En noviembre de 2011, según The Irrawaddy News, «se creía ampliamente» que después de las reuniones de Min Aung Hlaing con oficiales militares chinos ese mes y su liderazgo en la creación de un acuerdo bilateral sobre cooperación con los chinos en asuntos de defensa, también había mantenido conversaciones con el entonces vicepresidente Xi Jinping sobre la cooperación de China con respecto al Conflicto de Kachin.
El 27 de marzo de 2012, durante un discurso en Naypyidaw, Min Aung Hlaing defendió el papel continuo de los militares en la política nacional. El 3 de abril de 2012, el Gobierno de Birmania anunció que Min Aung Hlaing había sido ascendido a vice-general superior, el segundo rango más alto de las Fuerzas Armadas de Birmania. Fue ascendido a general sénior en marzo de 2013.

## Críticas

### Violación a los derechos humanos
El Consejo de Derechos Humanos de las Naciones Unidas informó que los soldados de Min Aung Hlaing habían estado atacando deliberadamente a civiles en los estados del norte de Birmania y cometiendo «discriminación sistémica» y violaciones de derechos humanos contra las comunidades minoritarias en el estado de Rakáin. En particular, ha sido acusado de limpieza étnica contra el pueblo rohinyá. Estas violaciones de derechos humanos podrían equivaler a genocidio, crímenes de lesa humanidad y crímenes de guerra.
Facebook removió a Min Aung Hlaing de su plataforma junto con otros 19 altos funcionarios y organizaciones birmanas para evitar más tensiones étnicas y religiosas en Birmania. Esto ocurrió tras el informe de una investigación de la ONU de que ciertos líderes militares en Birmania fueran investigados y procesados por genocidio debido a la represión de los musulmanes rohinyá. Twitter luego suspendió su cuenta el 16 de mayo de 2019.
El 17 de marzo de 2019, Kyaw Zaw Oo, un parlamentario rohinyá, publicó una carta abierta dirigida a Min Aung Hlaing sobre todas violaciones del Tatmadaw en el estado de Rakáin, que afectaron las vidas y bienes de la población civil y causaron daños en algunos edificios del patrimonio cultural.
En julio de 2019, el gobierno de Estados Unidos le prohibió ingresar a su país. Luego, en diciembre de 2020, congeló los activos estadounidenses de Min Aung Hlaing y criminalizó las transacciones financieras entre él y cualquier persona en los Estados Unidos.

### Corrupción
Min Aung Hlaing ha generado una gran controversia por los importantes intereses comerciales de su familia y los posibles conflictos de intereses. Es uno de los principales accionistas de Myanmar Economic Holdings Limited (MEHL), uno de los mayores conglomerados bajo el mando del ejército de Birmania. Durante el año fiscal 2010-11, había sido propietario de 5.000 acciones y recibió un pago de dividendos anual de $250.000.
El hijo de Min Aung Hlaing, Aung Pyae Sone, es propietario de varias empresas privadas, incluidas Sky One Construction Company y Aung Myint Mo Min Insurance Company. También tiene una participación mayoritaria en Mytel, un operador de telecomunicaciones nacional. En 2013, su hijo ganó un permiso gubernamental sin licitación muy por debajo de las tarifas del mercado, para arrendar terrenos durante 30 años en el People's Park de Rangún para un restaurante de alta gama y una galería de arte, luego de que su padre ascendiera a Comandante en Jefe. Aung Pyae Sone también dirige A&M Mahar, por medio del cual ofrece aprobaciones de la Administración de Alimentos y Medicamentos (FDA) y servicios de despacho de aduanas para medicamentos y dispositivos médicos. El departamento de aduanas de Birmania está dirigido por Kyaw Htin, ex director de MEHL.
Su hija Khin Thiri Thet Mon fundó un importante estudio cinematográfico llamado 7th Sense Film Production, en 2017. Ese mismo año, su nuera, Myo Radana Htaik, fundó otra compañía de entretenimiento, Stellar Seven Entertainment. La embajada de Estados Unidos en Rangún fue objeto de una investigación en diciembre de 2020 por colaborar con 7th Sense Creation, debido a que Min Aung Hlaing está técnicamente sujeto a sanciones económicas de Estados Unidos.
Tras la ejecución de 4 prisioneros en julio de 2022, el primer ministro camboyano Hun Sen advirtió repensarse el acuerdo de paz si el régimen seguía ejecutando prisioneros.

## Vida personal
Min Aung Hlaing está casado con Kyu Kyu Hla. Tiene varios hijos, incluidos Aung Pyae Sone y Khin Thiri Thet Mon.

## Premios y condecoraciones
- La Orden Más Galante del Servicio Militar, Comandante Galante de las Fuerzas Armadas de Malasia (Darjah Panglima Gagah Angkatan Tentera), Orden Honoraria de las Fuerzas Armadas de Malasia al Valor (1.er Grado), Malasia.[cita requerida]
- Medalla "Por el fortalecimiento de la mancomunidad militar" (Ministerio de Defensa), Rusia.[38]
- Insignia de Honor de la FSMTC "Por los méritos en el campo de la cooperación técnico-militar".[cita requerida]
- La Orden Más Exaltada del Elefante Blanco, Caballero de la Gran Cruz (1.ª clase), Tailandia.[39]
- La Orden Más Noble de la Corona de Tailandia, Caballero de la Gran Cruz (1.ª Clase), Tailandia.[40]

### Honores religiosos
El 7 de octubre de 2019, la Asociación Budista de Hombres Jóvenes (YMBA) le otorgó el título de Mingaladhamma Zawtika Dhaza y patrocinador permanente de YMBA. El 9 de diciembre de 2020, YMBA le otorgó el título de Thado Thiri Agga Maha Mingalar Zawtika.